# 安第斯 (纽约州)
安第斯（英語：Andes）是位于美国纽约州特拉华县的一个镇，地处特拉华县东南部。2010年美国人口普查时，该镇有1301人。最初的定居者于1784年到达这里。1819年，安第斯镇正式建立。